# Banco da América do Norte
O Banco da América do Norte (em inglês: Bank of North America) foi o primeiro banco nos Estados Unidos e serviu como o primeiro banco central de fato do país. Autorizado pelo Congresso da Confederação em 26 de maio de 1781 e inaugurado na Filadélfia em 7 de janeiro de 1782,
A fundaçãop do banco foi baseada em um plano apresentado por Robert Morris, Superintendente de Finanças dos EUA, em 17 de maio de 1781, com base nas recomendações de Alexander Hamilton, um dos Pais Fundadores dos Estados Unidos.
Embora Hamilton mais tarde tenha notado sua contribuição "essencial" para o financiamento da Guerra de Independência dos Estados Unidos, o governo da Pensilvânia se opôs a seus privilégios e o reincorporou sob uma lei estadual, tornando-o inadequado como banco nacional depois da promulgação da Constituição dos Estados Unidos.
Nesse contexto, em 1791, o Congresso dos Estados Unidos, fundou o First Bank of the United States, e o Bank of North America passou a atuar como uma empresa privada.

## Formação do capital inicial e emissão de Notas de Crédito
No início de 1782, Robert Morris, persuadiu o Congresso da Confederação a fundar o Bank of North America, o primeiro banco comercial privado dos Estados Unidos.
O estatuto original, delineado por Alexander Hamilton, previa a emissão de 1.000 ações ao preço de US$ 400 cada.
Inicialmente, o maior acionista privado foi William Bingham, possivelmente o homem mais rico dos Estados Unidos, após a Guerra de Independência, com 9,5% das ações inicialmente emitidas.
No entanto, no momento da fundação, o governo dos Estados Unidos era maior acionista do banco, com 63,3% das ações, compradas por meio de empréstimos obtidos da França e da Holanda.
Desse modo, o banco conseguiu se capitalizar com grandes depósitos de moedas de ouro e prata e títulos de crédito. Nessas circunstâncias, o Banco foi capaz de emitir papel-moeda, com lastro nesses recursos depositados.
Em 1783, vários estados, incluindo Massachusetts, promulgaram leis permitindo o pagamento de impostos com notas emitidas pelo Bank of North America, dando características de curso legal a essas notas.